# Aschbach
za avstrijsko reko glej Aschbach (reka).
Aschbach je občina v departmaju Bas-Rhin francoske regije Alzacija.
Leta 2008 je v občini živelo 667 oseb oz. 154 oseb/km².